# Microprosthema manningi
Microprosthema manningi är en kräftdjursart som beskrevs av Doris Alma Goy och Felder 1988. Microprosthema manningi ingår i släktet Microprosthema och familjen Spongicolidae. Inga underarter finns listade i Catalogue of Life.